# 메디나충증
메디나충증, 용선충증, 드라쿤쿨루스증(dracunculiasis), 드래컨큘러스증, 기니충병(guinea worm disease/GWD)은 메디나충에 의한 감염이다. 메디나충 애벌레에 감염된 지각이 포함된 물을 마실 때 인체에 감염된다. 초기 증상은 없다. 한 해쯤 지난 뒤 암컷 벌레가 피부 안에 물집을 형성할 때(보통은 다리 위) 고통스럽게 불타는 느낌으로 발전한다. 벌레는 수주에 걸쳐 피부 밖을 나온다. 이 기간 동안 걷거나 일하기 어려울 수 있다. 이 질병 자체로 인하여 죽음으로 이어지는 일은 매우 드물다. 하지만 제거 과정에서의 노동 수입 감소 및 적절한 의료조치가 없을 경우 발생하는 합병증은 경제적 어려움을 유발한다.

## 용어
메디나라는 도시에서 매우 높은 확률로 발생함에 따라 "medinensis"이라는 학명이 만들어졌다. 서아프리카의 기니 해안에서도 비슷한 현상이 발생하여 "기니충병"이라는 이름으로 불리기도 한다.

## 박멸을 위한 노력
미국 질병통제예방센터가 1980년 메디나충 박멸 계획을 발표한 이래 현재까지도 노력을 이어오고 있다. 최근 인간 증례는 연간 수십 건 이하로 박멸을 눈앞에 둔 상황이라고도 볼 수 있으나, 2012년 예기치 않았던 개와의 교차감염을 시작으로 동물감염 사례가 여럿 보고됨에 따라 동물간 감염을 막는데 어려움을 겪고 있다.